# Cabezo
Cabezo es una alquería del municipio español de Ladrillar, en la provincia de Cáceres, comunidad autónoma de Extremadura. Pertenece a la mancomunidad de Las Hurdes.

## Situación
Se encuentra en el valle del río Ladrillar, limitando con la provincia de Salamanca. Linda con las poblaciones de Las Mestas y Ladrillar.

## Economía
La economía se basa prácticamente en las apicultura y el turismo rural.

## Monumentos
Iglesia parroquial católica bajo la advocación de San José, a cargo del párroco de Casares de las Hurdes, en la diócesis de Coria.